# مارزانيشت
مارزانيشت (بالرومانية: Mârzănești) هي بلدية تقع في مقاطعة تيليورمان جنوب رومانيا. تتكون البلدية من ثلاث قرى هي: مارزانيشت (القرية المركزية)، كودرينو (Codreanu)، وتيليورمانو (Teleormanu).

## الجغرافيا
تقع مارزانيشت في الجزء الجنوبي من رومانيا ضمن إقليم مونتينيا، وتُعد منطقة زراعية يغلب عليها الطابع الريفي.

## التاريخ
شهدت مارزانيشت واحدة من أبرز أحداث الحرب الأهلية الرومانية في يونيو 1907، عندما اندلعت اضطرابات فلاحية واسعة في المقاطعة والمناطق المجاورة، في إطار ثورة الفلاحين الرومانية.

## السكان
يبلغ عدد سكان البلدية عدة آلاف، ويتوزعون بين القرى الثلاث. يعتمد أغلب السكان على الزراعة كمصدر رئيسي للدخل.